# Larry Brown (American football)
Larry Brown Jr. (Miami, 30 november 1969) is een Amerikaans voormalig Americanfootballspeler voor de Dallas Cowboys, de Oakland Raiders en de Minnesota Vikings in de National Football League. Brown speelde als cornerback en won driemaal de Super Bowl.